# Manabu Ikeda
Manabu Ikeda (jap. 池田 学, Ikeda Manabu; * 3. Juli 1980 in der Präfektur Osaka) ist ein ehemaliger japanischer Fußballspieler.

## Karriere
Ikeda erlernte das Fußballspielen in der Schulmannschaft der Shimizu Commercial High School. Seinen ersten Vertrag unterschrieb er 1999 bei den Urawa Reds. Der Verein spielte in der höchsten Liga des Landes, der J1 League. Am Ende der Saison 1999 stieg der Verein in die J2 League ab. 2000 wurde er mit dem Verein Vizemeister der J2 League und stieg in die J1 League auf. Für den Verein absolvierte er 30 Spiele. 2003 wechselte er zum Zweitligisten Shonan Bellmare. Für den Verein absolvierte er 14 Spiele. Ende 2004 beendete er seine Karriere als Fußballspieler.

## Erfolge
Urawa Reds
- J.League Cup

Finalist: 2002